# Гейдаров, Тале Кемаледдин оглы
Тале Кемаледдин оглы Гейдаров (азерб. Tale Kəmaləddin oğlu Heydərov; род. 9 февраля 1985) — учредитель и глава Общества Европа Азербайджан (2008), президент спортивного клуба Габала, учредитель ряда обществ и учреждений в области науки, образования и культуры, составитель и редактор книг, сборников по Нагорно-Карабахскому армяно-азербайджанскому конфликту. 

## Ранний период жизни

### Образование
2001—2003 годах обучался в колледже Колингем (Лондон).
2003—2006 годах получил образование на факультете международных отношений и истории в Экономической Школе Лондона.
2006—2008 годах получил степень магистра по специализации международная безопасность и глобальное управление в Университете Биркбек Лондона.

Знает азербайджанский, английский, русский и турецкий языки.

## Карьера

### Общество Европа Азербайджан
В 2008 году было учреждено Общество Европа Азербайджан. На данный момент осуществляет обязанности главы этой структуры. Цель и задача данной организации — оказание содействия в деле признания Азербайджана во всём мире, развитие взаимовыгодных отношений в общественной, культурной и экономической сферах между Европой и Азербайджаном.
Штаб квартиры Общества Европа Азербайджан существуют в таких городах как Лондон, Баку, Брюссель, Париж, Берлин и Стамбул.
ОЕА осуществляет свою деятельность в экономическом, культурном, благотворительном направлении, а также в рамках общественной дипломатии. На бизнес форумах, организованных ОЕА освещаются условия инвестиций в Азербайджане.
В число культурных мероприятий, организованных Обществом Европа Азербайджан, входят проведение в различных европейских городах концертов, выставок, книжных презентаций.
ОЕА также осуществляет различные благотворительные мероприятия. Общество Европа Азербайджан оказало помощь Фонду Развития Африки в акции сбора средств голодающим Сомали. Директор Фонда Развития Африки Абдульрахман Ал-Шейх, расценивая распределение собранных средств, отметил: «Засуха, которая является важнейшей проблемой для Сомали, вызывает острую нехватку продуктов. Денежные средства будут направлены на создание источников питьевой воды, обеспечение продуктами питания, а также оснащение медицинским оборудованием». Средства, собранные ОЕА, были направлены на оказание помощи более 82 000 человек.
В июне 2014 года в британском клубе «Repton Boks» организован турнир по боксу. В ходе турнира в Фонде Мо Фарах были собраны средства и осуществлена информационная поддержка и осведомление об оккупации азербайджанских территорий Арменией и о судьбе более одного миллиона вынужденных переселенцев. Среди участников спортивного состязания были ветераны английского футбола, такие как Джон Коул, Гари Маббутт, Найджел Уинтербёрн, а также бывший чемпион мира по боксу Франк Бруно.
Для получения бесплатного образования особо одарённых школьников в Школе Европа Азербайджан Общество Европа Азербайджан учредило программу стипендий TEAS.
В 2013 году основан научно-исследовательский центр Общества Европа Азербайджан. Основной целью данного центра является изучение науки, истории и культурного наследия Азербайджана и осуществление обмена этими исследованиями на международном уровне. На конференции, организованной совместно с обществом «Yahad In Unum» (Франция) была освещена предупреждающая роль Азербайджана в Холокосте и вклад Азербайджана в дело победы во Второй Мировой Войне. Из архивов Великобритании, Турции и России были собраны документы и материалы, касающиеся истории Азербайджана и подготовлены к печати.

## Президент спортивного клуба «Габала»
С 2005 года является президентом футбольного клуба «Габала», с 2013 года президентом созданного на его базе спортивного клуба «Габала».
Футбольная команда клуба выступает в Премьер Лиге Азербайджана. В 2010—2011 годах главным тренером команды являлся бывший капитан футбольного клуба «Арсенал», бывший капитан национальной сборной команды Тони Адамс.
Футбольный клуб «Габала» занял третье место в азербайджанской премьер-лиге сезона игр 2013—2014 года и получил право участвовать в турнире Европейской Лиги.
Спортивный клуб «Габала» обладает современными спортивными снарядами, оснащён пятью крупными спортивными площадками с естественным покрытием, одной крупной и двумя тренировочными площадками с искусственным покрытием и одной песочной площадкой.
Заложив основу футбольной академии в 2009 году, клуб взял на себя ответственность по подготовке способных подростков до уровня профессиональных футболистов для национальной сборной команды Азербайджана и с этой целью постоянно пополняются ряды спортивного клуба «Габала».
Обладая первой и современной спортивно-тренировочной базой среди схожих спортивных учреждений, футбольные команды данного клуба успешно выступают на соревнованиях по завоеванию кубка, чемпионатах юных игроков, проводимых Ассоциацией Азербайджанской Футбольной Федерации. Представители академии футбола часто становятся призёрами этих состязаний, а воспитанники клуба яркими, подающими надежды футболистами. В сборных командах Азербайджана, включая и основную сборную, в сборных из юниоров и подростков многие игроки являются воспитанниками клуба «Габала».
На базе спортивного клуба наряду с футболом, действуют секции по таким видам спорта как дзюдо, конному спорту, боксу, карате и тхэквондо.

## Деятельность в области медиа
С 2006 года учредил англоязычный журнал «Visions of Azerbaijan».
Журнал выходит раз в два месяца. На своих страницах освещает историю, культуру, природу, международные связи, бизнес и туризм Азербайджана. Также журнал освещает предпринятые действия и шаги на пути решения Нагорно-Карабахского армяно-азербайджанского конфликта.

## Учреждения в сфере образования, издательства и др

### Школа Европа Азербайджан
В 2011 году открыл частную Школу Европа Азербайджан. Является президентом Попечительского Совета школы. Школа претворяет в жизнь лучшие достижения системы мирового образования благодаря учебно-воспитательной работе опытных местных и приглашённых зарубежных педагогов.
В школе осуществляется специальная программа стипендий, и применяются поощрения детей из малообеспеченных семей. Школа Европа Азербайджан является членом Международного Совета Школ Европы (ECIS). Также с сентября 2014 года является школой претендентом на программы Международного Бакалавриата (IB), Программы Начальных Классов (PYP) и Дипломной Программы (DP).

### Центр Развития Преподавателей
Заложил основу Центра Развития Преподавателей Азербайджана в 2014 году. Целью данной структуры является создание современных, прогрессивных условий в системе образования в Азербайджане. В феврале 2015 года Центр впервые в Азербайджане совместно с ESIC (European Council of International Schools) (Международный Совет Школ Европы), были организованы курсы
ESIC (Программа Международного Сертификата Преподавателей \ ESIC International Teacher Certificate).

### Издательский дом «TEAS Press»
В 2014 году учредил издательский дом «TEAS Press». Издательство сотрудничает с различными издательствами из разных стран и занимается переводом на азербайджанский язык признанных международных академических трудов. С целью представить мировой общественности достижения азербайджанской науки и литературы осуществляется перевод и издательство на английском языке трудов азербайджанских учёных. Выпускаются аудиокниги.
Структурные подразделения издательства работают в Турции и России. В ноябре 2014 года при участии  писателя Мо Уильямса состоялась презентация отдела, специализирующегося на издательстве на азербайджанском языке детской литературы — «Три яблока». Издательство занимается изданием на азербайджанском языке книг знаменитых мировых детских издательств, таких как Andersen Press, Capstone Global Library, Hyperion Press, Clavis, Seven Guns под маркой «Три яблока».

### Международная кинематографическая компания
Международная кинематографическая компания учреждена в 2012 году. В компании работают специалисты высокого класса. Является исполнительным продюсером фильмов: «Юные голоса, старые песни», «Азербайджан глазами иностранцев» и «Жизненная история Ивонны Ботто-Ширмамедовой».

## Семья
Женат. Имеет дочь и сына.

## Награды
- Медаль «Прогресс» (4 июля 2011 года) — за заслуги в области укрепления дружбы между народами и развития азербайджанской диаспоры[16].

## Труды, редакторство изданий и авторство проектов
На азербайджанском языке
- «Армянский вопрос» на Кавказе. В трёх томах. На основе архивных документов и изданий России. Баку., 2011
- Лиам Фокс. «Волны, взмывающие ввысь». Встреча с новой глобальной реальностью. Баку., 2014

На английском языке
- International visions: The Armenia-Azerbaijan conflict over Karabakh. From history to Future Peace prospects. Baku, 2007
- Azerbaijan: 100 Questions Answered. Baku, 2008
- Ordubadi M.S. Years of blood. A history of the Armenian-Muslim Clashes in the Caucausus, 1905—1906. London, 2010
- The Armenian question in the Caucasus. Russian Archive documents and Publication. vol. 1-3. London, 2012
- Khojaly: Witness of a war crime. Armenia in the dock. London, 2014

На русском языке
- Азербайджан: 100 вопросов и ответов. Баку, 2008
- «Армянский вопрос» на Кавказе. По материалам российских архивов и изданий. В трех томах. СПб., 2011
- Ордубади М. С. Кровавые годы. История армяно-мусульманской войны на Кавказе в 1905—1906 годах. СПб., 2010
- Карабах: История в контексте конфликта. СПб., 2014
- Ходжалы: Очевидцы — О Военных Преступлениях Суд над Арменией, СПб., 2015